# Canton de Pontorson
Le canton de Pontorson est une circonscription électorale française, située dans le département de la Manche et la région Normandie.
À la suite du redécoupage cantonal de 2014, les limites territoriales du canton sont remaniées. Le nombre de communes du canton passe de 10 à 24.

## Géographie
Le canton de Pontorson se limite essentiellement à une vaste plaine alluviale commençant au sud par la confluence de la Loysance et du Couesnon au niveau de la commune d'Antrain (Ille-et-Vilaine). Serpentant dans une immense zone de marais, le Couesnon débouche à Pontorson, pour ensuite prendre un lit quasi rectiligne jusqu'au Mont-Saint-Michel. À l'est, le canton est dominé par une vaste plaine agricole. À l'ouest, il est stoppé par les contreforts du massif granitique de Saint-Broladre (communes de Sougéal, Pleine-Fougères et Saint-Georges-de-Gréhaigne).
Au nord, débute une vaste zone de polder, terres agricoles très fertiles, conquises par l'Homme.
Le canton de Pontorson est un territoire maritime, situé dans le fond de la baie du Mont-Saint-Michel.

## Histoire
De 1833 à 1840, les cantons de Pontorson et de Sartilly avaient le même conseiller général. Le nombre de conseillers généraux était limité à trente par département.
De 1840 à 1848, les cantons de Pontorson et de Saint-James avaient le même conseiller général.

## Représentation

### Juges de paix
- 1943-1946 : Maurice Mathan[6]
- 1946-1955 : Odette Béquignon

### Conseillers d'arrondissement (de 1833 à 1940)
| Période                                  | Période      | Identité                                                      | Étiquette   | Qualité |
| ---------------------------------------- | ------------ | ------------------------------------------------------------- | ----------- | --- |
| 1833                                     | 1842         | M. Tardif de Moidrey                                          |             | Avocat, propriétaire à Moidrey                                                                                   |
|                                          |              |                                                               |             | |
| 1871                                     | 1890 (décès) | Marquis Alexandre Constant de Verdun de La Crenne (1818-1890) |             | Propriétaire du château de la Crenne, maire d'Aucey-la-Plaine, président de la société d'agriculture d'Avranches |
|                                          |              |                                                               |             | |
| 1895                                     | 1902         | Louis Bailleul                                                | Républicain | Docteur en médecine, maire de Pontorson                                                                          |
|                                          |              |                                                               |             | |
| 1919                                     | 1940         | Narcisse Arthur Miard (1875-1956)                             | Républicain | Maire de Moidrey                                                                                                 |
| 1940                                     |              |                                                               |             | Les conseils d'arrondissement ont été suspendus par la loi du 12 octobre 1940 et n'ont jamais été réactivés      |
| Les données manquantes sont à compléter. |              |                                                               |             | |

### Conseillers généraux de 1833 à 2015
| Période | Période      | Identité                  | Étiquette              | Qualité |
| ------- | ------------ | ------------------------- | ---------------------- | --- |
| 1833    | 1840         | Auguste-François Angot    | Majorité ministérielle | Propriétaire du château de Chantore à Bacilly, député (1827-1832)                                                         |
| 1840    | 1848         | Eugène Sursois            |                        | Médecin, maire de Saint-James                                                                                             |
| 1848    | 1849         | Hippolyte Abraham-Dubois  | Droite                 | Député (1832-1849), maire de Granville (1830-1834)                                                                        |
| 1849    | 1884 (décès) | Félix Loyer               |                        | Notaire, maire de Pontorson                                                                                               |
| 1884    | 1892         | Alfred-Ambroise Enguehard | Droite                 | Propriétaire, ancien huissier à Pontorson                                                                                 |
| 1892    | 1898         | Victor Trincot            | Républicain            | Propriétaire |
| 1898    | 1901 (décès) | Gémy Fontenier            |                        | Maire du Mont-Saint-Michel, membre du Conseil supérieur de l'agriculture                                                  |
| 1902    | 1928         | Louis Bailleul            | Républicain            | Docteur en médecine, maire de Pontorson                                                                                   |
| 1928    | 1940         | Yves Tizon                | RG                     | Maire de Pontorson (1926 à 1969), nommé conseiller départemental en 1943                                                  |
|         |              |                           |                        | |
| 1945    | 1967         | Yves Tizon                | Indépendant            | Maire de Pontorson |
| 1967    | 1979         | Maurice Desfeux           | DVD                    | Commerçant, expéditeur de légumes, maire de Beauvoir (1945-1983)                                                          |
| 1979    | 1985         | René Vaillant             | PS                     | Instituteur |
| 1985    | 1992         | Michel Judas              | DVD                    | Vétérinaire, maire de Pontorson (1983-1989)                                                                               |
| 1992    | 1998         | Éric Vannier              | DVD                    | Chef d'entreprise, maire du Mont-Saint-Michel (1983-2001 et 2008-2014)                                                    |
| 1998    | 2011         | Patrick Larivière         | DVG-app.PCF            | Préparateur en pharmacie, maire de Pontorson (2001-2014), président de la CC Pontorson - Le Mont-Saint-Michel (2002-2008) |
| 2011    | 2015         | Jacques Gromellon         | UMP                    | Exploitant agricole, conseiller municipal de Vessey                                                                       |

Le canton participe à l'élection du député de la deuxième circonscription de la Manche, avant et après le redécoupage des circonscriptions pour 2012.

### Conseillers départementaux
| Période élective | Période élective | Mandat | Mandat   | Identité                        | Nuance | Nuance | Qualité |
| ---------------- | ---------------- | ------ | -------- | ------------------------------- | ------ | ------ | --- |
| 2015             | 2028             | 2015   | en cours | André Denot (réélu en 2021)     |        | DVD    | Cadre retraité maire de Pontorson (2008-2020)                                                                                         |
| 2015             | 2028             | 2015   | en cours | Valérie Nouvel (réélue en 2021) |        | DVD    | Ingénieur consultante libérale adjointe au maire de Saint-Quentin-sur-le-Homme Vice-présidente du conseil départemental (depuis 2015) |

### Résultats détaillés

#### Élections de mars 2015
À l'issue du 1er tour des élections départementales de 2015, deux binômes sont en ballottage : André Denot et Valérie Nouvel (DVD, 42,32 %) et Marie-Françoise Kurdziel et Michel Meigne (FN, 26,99 %). Le taux de participation est de 50,59 % (6 648 votants sur 13 141 inscrits) contre 50,67 % au niveau départemental et 50,17 % au niveau national.
Au second tour, André Denot et Valérie Nouvel (DVD) sont élus avec 69,64 % des suffrages exprimés et un taux de participation de 51,64 % (4 336 voix pour 6 787 votants et 13 142 inscrits).

#### Élections de juin 2021
Le premier tour des élections départementales de 2021 est marqué par un très faible taux de participation (33,26 % au niveau national). Dans le canton de Pontorson, ce taux de participation est de 32,19 % (4 283 votants sur 13 304 inscrits) contre 32,67 % au niveau départemental. À l'issue de ce premier tour, deux binômes sont en ballottage : André Denot et Valérie Nouvel (DVD, 56,74 %) et Elise Husson et Erwan Saladin (PCF, 21,73 %).
Le second tour des élections est marqué une nouvelle fois par une abstention massive équivalente au premier tour. Les taux de participation sont de 34,36 % au niveau national, 32,63 % dans le département et 30,61 % dans le canton de Pontorson. André Denot et Valérie Nouvel (DVD) sont élus avec 72,19 % des suffrages exprimés (2 661 voix pour 4 073 votants et 13 305 inscrits),,. 

## Composition

### Composition avant 2015

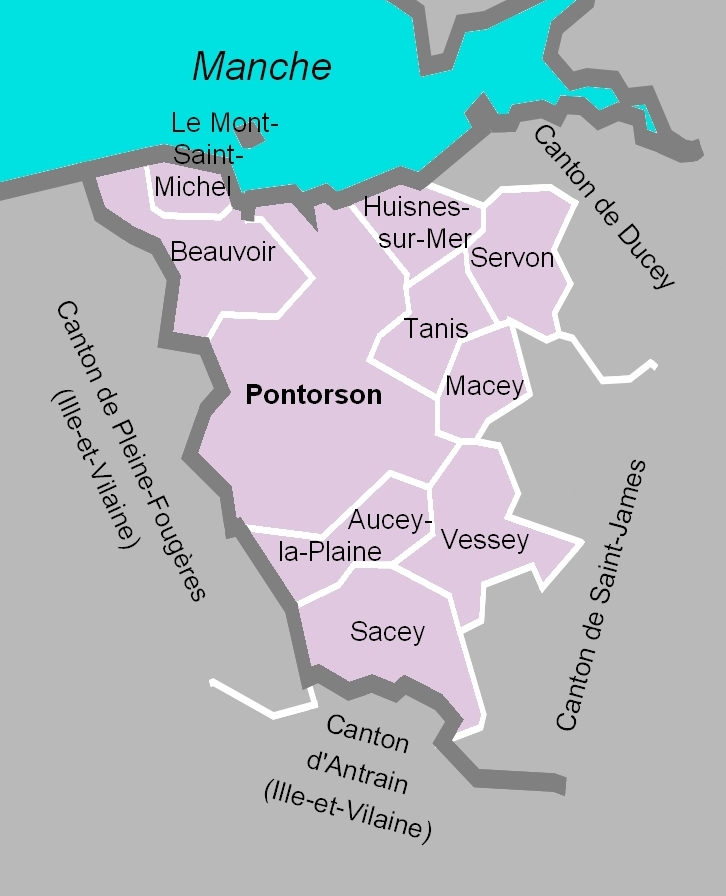
La carte des communes de l'ancien canton, situé sur le littoral de la Manche. Les cantons limitrophes étaient ceux de Ducey, de Saint-James, d’Antrain et de Pleine-Fougères.

Situation de l'ancien territoire du canton dans l'arrondissement d'Avranches.

Le canton de Pontorson regroupait dix communes.
| Nom                   | Code Insee | Codepostal | Superficie (km2) | Population (dernière pop. légale) | Densité (hab./km2) |
| --------------------- | ---------- | ---------- | ---------------- | --------------------------------- | ------------------ |
| Pontorson (chef-lieu) | 50410      | 50170      | 43,01            | 4 080 (2009)                      | 95                 |
| Aucey-la-Plaine       | 50019      | 50170      | 9,39             | 444 (2012)                        | 47                 |
| Beauvoir              | 50042      | 50170      | 14,29            | 420 (2012)                        | 29                 |
| Huisnes-sur-Mer       | 50253      | 50170      | 6,75             | 206 (2012)                        | 31                 |
| Macey                 | 50284      | 50170      | 5,87             | 114 (2010)                        | 19                 |
| Le Mont-Saint-Michel  | 50353      | 50170      | 3,97             | 41 (2012)                         | 10                 |
| Sacey                 | 50443      | 50170      | 15,27            | 553 (2012)                        | 36                 |
| Servon                | 50574      | 50170      | 9,23             | 258 (2012)                        | 28                 |
| Tanis                 | 50589      | 50170      | 7,49             | 318 (2012)                        | 42                 |
| Vessey                | 50630      | 50170      | 12,59            | 411 (2010)                        | 33                 |

À la suite du redécoupage des cantons pour 2015, toutes les communes sont à nouveau rattachées au canton de Pontorson auquel s'ajoutent la commune de Saint-Ovin, partagée antérieurement entre les cantons d'Avranches et de Ducey, ainsi que les onze autres communes du canton de Ducey et deux autres du canton d'Avranches.

#### Anciennes communes
L'ancienne commune de Cendres (Ille-et-Vilaine) est partagée en 1804 entre Pontorson et Pleine-Fougères (Ille-et-Vilaine). Elle était la seule commune supprimée, depuis la création des communes sous la Révolution, incluse dans le territoire du canton de Pontorson antérieur à 2015.
Le canton comprenait également six communes associées :
- Ardevon, Boucey, Cormeray, Curey, Moidrey et Les Pas, associées à Pontorson depuis le 1er janvier 1973. L'association comprenait à l'origine la commune de Beauvoir qui s'en sépare en 1989.

Auparavant, Cormeray avait été intégrée à Macey de 1815 à 1848. Cette dernière s'était associée à Vessey de 1973 à 1980.

### Composition après 2015
Lors du redécoupage de 2014, le canton de Pontorson comprenait vingt-quatre communes entières.
À la suite des créations au 1er janvier 2016 des communes nouvelles de Pontorson et Ducey-Les Chéris, le canton comprend désormais vingt-et-une communes entières.
| Nom                               | Code Insee | Intercommunalité               | Superficie (km2) | Population (dernière pop. légale) | Densité (hab./km2) | Modifier                                    |
| --------------------------------- | ---------- | ------------------------------ | ---------------- | --------------------------------- | ------------------ | ------------------------------------------- |
| Pontorson (bureau centralisateur) | 50410      | CA Mont-Saint-Michel-Normandie | 61,47            | 4 319 (2022)                      | 70                 | modifier les données · modifier les données |
| Aucey-la-Plaine                   | 50019      | CA Mont-Saint-Michel-Normandie | 9,39             | 413 (2022)                        | 44                 | modifier les données · modifier les données |
| Beauvoir                          | 50042      | CA Mont-Saint-Michel-Normandie | 14,29            | 435 (2022)                        | 30                 | modifier les données · modifier les données |
| Céaux                             | 50108      | CA Mont-Saint-Michel-Normandie | 8,39             | 413 (2022)                        | 49                 | modifier les données · modifier les données |
| Courtils                          | 50146      | CA Mont-Saint-Michel-Normandie | 5,39             | 219 (2022)                        | 41                 | modifier les données · modifier les données |
| Crollon                           | 50155      | CA Mont-Saint-Michel-Normandie | 4,68             | 298 (2022)                        | 64                 | modifier les données · modifier les données |
| Ducey-Les Chéris                  | 50168      | CA Mont-Saint-Michel-Normandie | 17,08            | 2 829 (2022)                      | 166                | modifier les données · modifier les données |
| Huisnes-sur-Mer                   | 50253      | CA Mont-Saint-Michel-Normandie | 6,75             | 168 (2022)                        | 25                 | modifier les données · modifier les données |
| Juilley                           | 50259      | CA Mont-Saint-Michel-Normandie | 11,23            | 664 (2022)                        | 59                 | modifier les données · modifier les données |
| Marcilly                          | 50290      | CA Mont-Saint-Michel-Normandie | 8,86             | 353 (2022)                        | 40                 | modifier les données · modifier les données |
| Le Mesnil-Ozenne                  | 50317      | CA Mont-Saint-Michel-Normandie | 4,59             | 269 (2022)                        | 59                 | modifier les données · modifier les données |
| Le Mont-Saint-Michel              | 50353      | CA Mont-Saint-Michel-Normandie | 3,97             | 23 (2022)                         | 5,8                | modifier les données · modifier les données |
| Poilley                           | 50407      | CA Mont-Saint-Michel-Normandie | 12,65            | 968 (2022)                        | 77                 | modifier les données · modifier les données |
| Pontaubault                       | 50408      | CA Mont-Saint-Michel-Normandie | 1,94             | 576 (2022)                        | 297                | modifier les données · modifier les données |
| Précey                            | 50413      | CA Mont-Saint-Michel-Normandie | 7,73             | 567 (2022)                        | 73                 | modifier les données · modifier les données |
| Sacey                             | 50443      | CA Mont-Saint-Michel-Normandie | 15,27            | 512 (2022)                        | 34                 | modifier les données · modifier les données |
| Saint-Ovin                        | 50531      | CA Mont-Saint-Michel-Normandie | 12,93            | 763 (2022)                        | 59                 | modifier les données · modifier les données |
| Saint-Quentin-sur-le-Homme        | 50543      | CA Mont-Saint-Michel-Normandie | 16,84            | 1 340 (2022)                      | 80                 | modifier les données · modifier les données |
| Servon                            | 50574      | CA Mont-Saint-Michel-Normandie | 9,23             | 257 (2022)                        | 28                 | modifier les données · modifier les données |
| Tanis                             | 50589      | CA Mont-Saint-Michel-Normandie | 7,49             | 273 (2022)                        | 36                 | modifier les données · modifier les données |
| Le Val-Saint-Père                 | 50616      | CA Mont-Saint-Michel-Normandie | 11,10            | 1 914 (2022)                      | 172                | modifier les données · modifier les données |
| Canton de Pontorson               | 5019       |                                | 251,27           | 17 573 (2022)                     | 70                 | modifier les données                        |

## Démographie

### Démographie avant 2015
| 1962  | 1968  | 1975  | 1982  | 1990  | 1999  | 2006  | 2011  | 2012  |
| ----- | ----- | ----- | ----- | ----- | ----- | ----- | ----- | ----- |
| 8 584 | 8 348 | 8 079 | 7 647 | 6 939 | 6 617 | 6 771 | 6 927 | 6 824 |

### Démographie depuis 2015
En 2022, le canton comptait 17 573 habitants, en évolution de +0,18 % par rapport à 2016 (Manche : −0,31 %, France hors Mayotte : +2,11 %).
| 2013   | 2018   | 2022   |
| ------ | ------ | ------ |
| 17 505 | 17 582 | 17 573 |

## Patrimoine
- Ardevon (commune associée à Pontorson) : prieuré des XIVe et XVe siècles (IMH), église des XIVe et XIXe siècles
- Aucey-la-Plaine : chapelle Notre-Dame de Fiévroux, église XVIIIe et château de la Crenne (famille de Verdun)
- Beauvoir : église XVIIIe siècle
- Boucey (commune associée à Pontorson) : pigeonnier royal (famille de Verdun), Auguste Chapdelaine, vicaire et martyr.
- Cormeray (commune associée à Pontorson) : ancien fief protestant, église des XVe et XVIe siècles.
- Curey (commune associée à Pontorson) : église gothique dédiée à saint Martin - XIVe et XVe siècles - pierres tombales datées de 1383
- Huisnes-sur-Mer : ossuaire allemand (guerre 1939-1945) - église Saint-Pierre du XVIIe siècle.
- Moidrey (commune associée à Pontorson) : château du XVIIe siècle (privé) - église du XIIe siècle - moulin de 1806, restauré en 2003 - hippodrome
- Macey : église XVIIIe siècle - « Village patrimoine » sur le thème des anciennes boulangeries
- Les Pas (commune associée à Pontorson) : église XVIIIe et XIXe siècles
- Sacey : ruines du château de Charuel - Chapelle Saint-Thomas du XVIIe siècle - église XIe, XIIIe et XVIIe siècles (IMH)
- Servon : manoir du Logis (privé) - château du Bois Chicot (privé) - ferme de la Bretèche (privé) - église XVIe au XVIIIe siècle (IMH)
- Vessey : église romane - chapelle de ballant - chapelle Notre-Dame de Bon secours
- Tanis : manoir de Brée - ruines de la chapelle Saint-Côme - église XIIe siècle.